# Las bostonianas
Las bostonianas es una novela de Henry James, publicada por primera vez en forma de serial en The Century Magazine en 1885–1886 y luego como libro en 1886. Esta tragicomedia agridulce se centra en un extraño triángulo de personajes: Basil Ransom, un inflexible conservador de Misisipi; Olive Chancellor, prima de Ransom y ferviente feminista de Boston; y Verena Tarrant, una hermosa protegida de Olive en el movimiento feminista. La trama se refiere a la disputa entre Ransom y Olive por la alianza con Verena y sus afectos, aunque la novela también incluye un amplio panorama de activistas políticos, periodistas y excéntricos estrafalarios.

## Resumen de la trama
El abogado de Misisipi, y veterano de la guerra civil, Basil Ransom, visita a su prima Olive Chancellor en Boston. Ella le lleva a una reunión política en la que Verena Tarrant lanza un discurso feminista. Ransom, un hombre profundamente conservador, se disgusta por el discurso, pero queda fascinado por la oradora. Olive, que nunca antes había visto a Verena, queda igualmente fascinada. Ella persuade a Verena a que se quede en su casa y estudie con ella en preparación a una amplia carrera en el movimiento feminista. Mientras tanto, Ransom vuelve a su práctica jurídica en Nueva York, y no le va bien. Visita Boston de nuevo y da un paseo con Verena por los terrenos de Harvard, incluyendo el impresionante memorial a la Guerra Civil. Verena se siente atraída por el carismático Ransom.
Basil le propone matrimonio a Verena, para consternación de Olive. Olive ha organizado que Verena pronuncie un discurso en el Music Hall de Boston. Ransom aparece en la sala justo antes de que Verena tenga que comenzar su discurso. Él la convence para que se fugue con él, poniendo en un brete a Olive y sus compañeras feministas. La frase final de la novela muestra a Verena llorando, y esas lágrimas no serán las últimas que vierta, según asegura James.

## Temas
A diferencia de gran parte de la obra de James, Las bostonianas trata de temas explícitamente políticos: el feminismo y el papel general de la mujer en la sociedad. James consiguió ser como mucho ambiguo sobre el movimiento feminista, y en los primeros capítulos satiriza severamente a Olive y sus compañeras de ideología. Otro tema en el libro, muy discutido recientemente, es la posible atracción lésbica de Olive por Verena. James no es explícito en este punto, en parte debido a las convenciones de la época. Pero esta vaguedad puede actualmente enriquecer la novela debido a que crea una posible ambigüedad sobre los motivos de Olive.
Conforme Ransom está cada vez más cerca de ganarse a Verena, parece perder al menos parte de la simpatía del autor. James sospechaba bastante de los ganadores en la vida que se llevan en brazos a todos los santurrones, especialmente los mojigatos sexuales. Simpatiza más con Olive en los últimos capítulos, conforme ella empieza a perder a Verena. Esto queda especialmente en evidencia en el capítulo 39, cuando Olive experimenta un doloroso reconocimiento de su situación de manera en cierto modo parecida a la larga meditación nocturna de Isabel Archer en el capítulo 42 de Retrato de una dama.
Los tres personajes centrales están rodeados por un vívido elenco de secundarios de reformistas en potencia, periodistas cínicos y a veces siniestros parásitos. James muestra una notable habilidad para crear un amplio corte transversal de la sociedad estadounidense, que ayuda a refutar la acusación de que sólo podía manejar pequeños, cerrados trozos de vida.

## Evaluación crítica
Las bostonianas no fue bien recibida por los críticos contemporáneos, especialmente en Estados Unidos. El retrato que James hace de los reformadores de Boston fue denunciado como inapropiado e injusto, especialmente porque hubo quien sintió que James había satirizado a personas concretas en su novela. Mark Twain juró que prefería condenarse a ir al cielo de John Bunyan que leer el libro.
Críticos posteriores, aunque incómodos con la naturaleza bastante estática de la novela, y posiblemente su excesiva longitud, han encontrado más que alabar en el relato de James de la disputa por Verena y su amplia descripción del telón de fondo del feminismo y otros movimientos reformadores. La callada pero significativa lucha entre Olive Chancellor y Basil Ransom parece más pertinente y fascinante en la actualidad que lo que podía haber parecido a los lectores del siglo XIX. James se lamentó del severo efecto que esta novela y La princesa Casamassima (publicada el mismo año) tuvieron en sus fortunas críticas. Aunque no se apartó completamente de los temas políticos, no volvió a dar a estos temas un papel de tal importancia en su ficción.

## Versión fílmica
Las bostonianas fue filmado en 1984 por el equipo Merchant Ivory (director James Ivory, productor Ismail Merchant, escritora Ruth Prawer Jhabvala) con Christopher Reeve, Vanessa Redgrave y Madeleine Potter en los tres papeles centrales. Vanessa Redgrave recibió el 1984 un globo de oro y una nominación al Óscar para mejor actriz. La película logró otras nominaciones por el diseño de vestuario y cinematografía.